# Acanthaxius miyazakiensis
Acanthaxius miyazakiensis är en kräftdjursart som först beskrevs av Yokoya 1933.  Acanthaxius miyazakiensis ingår i släktet Acanthaxius och familjen Axiidae. Inga underarter finns listade i Catalogue of Life.